# Бездетко, Геннадий Степанович
Генна́дий Степа́нович Безде́тко (род. 24 марта 1963) — российский дипломат. Чрезвычайный и полномочный посланник 1 класса (2021).

## Биография
Окончил Институт стран Азии и Африки МГУ имени М. В. Ломоносова. На дипломатической работе с 1990 года.
В 2007—2010 годах — начальник отдела Вьетнама Третьего департамента Азии МИД России.
В 2010—2014 годах — советник-посланник Посольства России во Вьетнаме.
В 2014—2021 годах — заместитель директора Третьего департамента Азии МИД России.
С 25 марта 2021 года — чрезвычайный и полномочный посол Российской Федерации во Вьетнаме.

## Дипломатический ранг
- Чрезвычайный и полномочный посланник 2 класса (15 августа 2013)[2].
- Чрезвычайный и полномочный посланник 1 класса (28 декабря 2021)[3].

## Награды
- Медаль ордена «За заслуги перед Отечеством» II степени (20 декабря 2016) — За большой вклад в подготовку и проведение саммита Россия — Ассоциация государств Юго-Восточной Азии (АСЕАН) в городе Сочи в 2016 году[4].